# 戈亚斯州坎普阿莱格里
戈亚斯州坎普阿莱格里（葡萄牙語：Campo Alegre de Goiás）是巴西戈亚斯州的一个市镇。总面积2463.014平方公里，总人口4528人，人口密度1.8人/平方公里。